# Isja Rossican
Izrael (Isja) Rossican (Wilna, 16 september 1905 – Hilversum, 28 januari 1968) was een Nederlands pianist van Poolse afkomst.
Hij was zoon van een trombonist en een muzikale moeder. Hij was eerst getrouwd met Charlotte Marie Elisabeth Wagner, van wie hij in 1936 scheidde. Hij was sinds 27 januari 1941 getrouwd met Amsterdamse violiste Carla Rosen   Ze vestigden zich in Hilversum. Hij werd gecremeerd op Begraafplaats Westerveld
Hij kreeg zijn muziekopleiding aan het conservatorium in zijn geboorteplaats, hij leerde er vioolspel op een oude viool van Jascha Heifetz. Hij ging echter verder op de piano. In Wilna werd hij al op jonge leeftijd dirigent van het koor. Verdere opleiding vond plaats aan de Staatliche Hochschule für Musik in Berlijn, waar Leonid Kreuzer één van zijn docenten was. Hij kon direct aan de slag bij Radio-Berlijn en verrichtte als begeleider een aantal plaatopnamen. In 1933 trok hij naar Nederland waar hij in 1934 als musicus ging werken bij de VARA; hij speelde zowel klassieke als lichte muziek. Het echtpaar wist tijdens de Tweede Wereldoorlog onder zware omstandigheden naar Zwitserland te vluchten. Tijdens de vlucht werd hij opgepakt en geïnterneerd in Camp de Rivesaltes, zij wist te ontkomen en schakelde de ambassade in Lyon in. Ze mocht hem te bezoeken en zij konden met haar moeder ontsnappen naar Perpignan en dan verder reizen. Hij besteedde zijn tijd daar aan een opleiding aan het conservatorium van Lausanne en/of bij Paul Kletzki. Eenmaal terug in Nederland werd hij klankregisseur bij de Nederlandse Radio Unie.
Hij was begeleider van onder meer zijn vrouw, Theo Olof, Herman Krebbers, Dick de Reus, Paul Godwin (vriend uit Berlijnse periode), Corry Bijster, Annie Hermes en Léon Combé. Kathleen Ferrier schakelde hem in bij haar Nederlandse tournee, die volgens haar biografie opgesteld door haar zuster hem bewonderde. Hij speelde in het orkest Ensemble Esmeralda van Eddy Walis met wie hij in 1933 gevlucht was.